# Дворец правосудия в Пуатье
Дворец Правосудия в Пуатье (фр. Palais de justice de Poitiers) — резиденция графов де Пуатье и герцогов Аквитании в X—XII веках.

## История возникновения
Бывшее королевство Меровингов Аквитания было восстановлено Карлом Великим для своего сына Людовика I; в IX столетии в самой высокой точке города для него был сооружен, точнее восстановлен дворец, поверх романских укреплений, которые датируются концом III века. Людовик I, когда был королём, много раз останавливался здесь. Позже, когда он был провозглашен Императором, он возвращался сюда в 839 и в 840 годах. Дворец назывался латинским словом palatium во времена правления Карла II Лысого. После распада царства Каролингов дворец стал резиденцией графов де Пуатье. Первый дворец графов де Пуатье был полностью уничтожен пожаром в 1018 году.
Дворец был полностью восстановлен графами и герцогами Аквитанскими и обнесен стеной, на пике своей власти. В 1104 году граф Гильом IX поручил возвести донжон со стороны города. Эта главная башня известна как башня Мальбергион, в честь его возлюбленной де Л’Иль-Бушар («Данжеросса»), супруги Эмери де Ларошфуко, виконта де Шательро и бабушки Элеоноры Аквитанской. Прямоугольная сторожевая башня усилена меньшими квадратными башнями, сооруженными по всем четырём углам; она была значительно повреждена когда южную часть дворца в 1346 году поджег граф Ланкастер.
В промежутке между 1191 и 1204 годами, Элеонора (на местном наречии «Алиенора») оборудовала столовую, зал ожидания, «зал неслышной поступи», где звук шагов был неслышен из-за больших размеров помещения — 50 метров в длину и 17 метров в высоту — вероятно самого большого в Европе того времени. Этот зал не сохранил свой потолок с выступающими балками; он был обшит деревянными панелями из каштана в 1862 году группой морских плотников из Ла-Рошели. Штукатурка и окраска стен зала напоминает каменную кладку. Их скучное однообразие сглаживается заостренными арками, которые опираются на узкие колонны. Вдоль стен зала проходит каменная скамья.

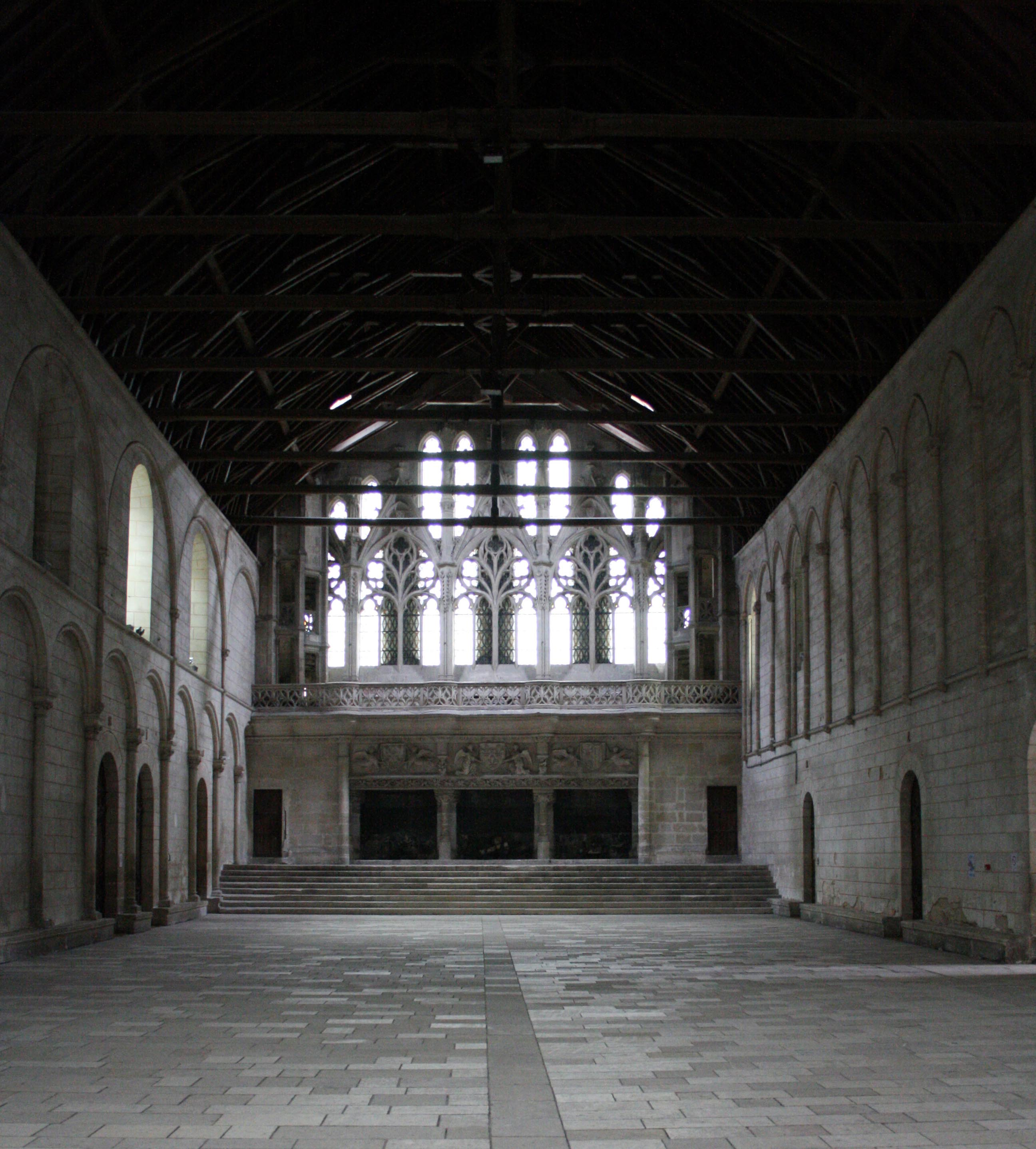
Дворец Правосудия в Пуатье: Зал неслышной поступи

## Реконструкция
В 1384—1386 годах Жан, герцог Беррийский, который также был апанажным графом де Пуатье, воссоздал часть дворца, уничтоженного пожаром. С одной стороны были восстановлены крепостные валы и донжон; с другой стороны были восстановлены личные апартаменты в стиле пламенеющей готики придворным архитектором и скульптором Ги де Даммартеном. Эти работы выполнялись в период между 1388 и 1416 годами, в ходе перерывов в Столетней войне.
В трех этажах была реконструирована Башня Мальбергион со стрельчатыми сводами, застекленными окнами и 19 статуями сверху. Из них уцелело только 16 штук: они представляют духовных наставников герцога в церковных одеяниях, тогда как статуи герцога и его супруги отсутствуют. В таком незавершенном состоянии башня не имеет ни машикулей, ни навесов над статуями.
По проекту архитектора Ги де Даммартена в большом зале дворца по южной стене установили три печных камина, которые сейчас признаны памятниками; они были увенчаны балконом и декорированы скульптурной группой в стиле пламенеющей готики. В состав скульптурной группы входили статуи короля Карла VI, его супруги Изабеллы Баварской, самого герцога Жана Беррийского и его второй супруги Жанны Булонской. Одобрив такой проект, герцог возобновил практику короля Карла V, украшать здания изображениями их владельца. В 1880 году было решено выполнить муляжные слепки этой скульптурной группы. Однако, в ходе этого проекта обнаружили, что статуя герцога когда-то была восстановлена, а три других являются абсолютно нетронуты. Поэтому к 1888 году выполнили муляжные слепки только трех статуй, которые в том же 1888 году включили в коллекцию парижского Музея архитектуры.
Помимо сооружения каминов, Ги де Даммартен капитально перестроил саму южную стену зала: на ней были образованы большие ниши, которые скрывали каминные трубы от внешнего обзора и давали иллюзию больших окон. Внешняя сторона этой стены была оформлена оживами в стиле пламенеющей готики. Пол выложил изразцовой плиткой Жан де Валенс, в платежных ведомостях названный «Сарацин», с зелёным и золотистым кольцами майолики. После завершения работ, Жан де Валенс вернулся домой в Валенсию и во Франции больше не изготавливали глазированную керамику
|                                                                                          | | |
| Король Карл VI — слепок статуи из Дворца правосудия, представленный в Музее архитектуры. | Королева Изабелла Баварская — слепок статуи из Дворца правосудия, представленный в Музее архитектуры. | Супруга герцога Жана Беррийского Жанна Булонская — слепок статуи из Дворца правосудия, представленный в Музее архитектуры. |

## Последующие изменения
Иногда в большом зале граф-герцоги вершили правосудие. Именно здесь Гуго де Лузиньян, граф де Ла Марш, публично бросил вызов Людовику IX на Рождество 1241 года. После того как провинция Пуату была снова присоединена к королевским владениям, зал неслышной поступи переименовали в зал Короля. Судебное установление или le parlement royal заседало здесь с 1418 по 1436 год.
Во дворце вершилось правосудие: 5 июня 1453 года здесь судили Жака Кёра; правосудие отправлялось во дворце и во времена Французской революции. В 1821 году к средневековому зданию была пристроена монументальная лестница с дорическим портиком. В скором времени, по мере роста интереса к стилю неоготики, начали поэтапно разрушать частные апартаменты Жана, герцога Беррийского чтобы освободить помещения для Апелляционного суда и его канцелярии.